# Арслановська сільська рада (Чишминський район)
Арсла́новська сільська рада (рос. Арслановский сельский совет) — муніципальне утворення у складі Чишминського району Башкортостану, Росія. Адміністративний центр — село Арсланово.

## Населення
Населення — 1558 осіб (2019, 1623 у 2010, 1672 у 2002).

## Склад
До складу поселення входять такі населені пункти:
| Населений пункт      | Населення, осіб (2002) | Населення, осіб (2010) |
| -------------------- | ---------------------- | ---------------------- |
| Амінево, село        | 467                    | 442                    |
| Арсланово, село      | 635                    | 650                    |
| Ірек, присілок       | 123                    | 125                    |
| Леонідовка, присілок | 46                     | 48                     |
| Нова, присілок       | 401                    | 358                    |